# 太陽ホールディングス
太陽ホールディングス株式会社（たいようホールディングス、英: TAIYO HOLDINGS CO.,LTD.）は、東京都豊島区に本社を置く化学メーカー。スマートフォンなどの配線基板に使う絶縁膜で高いシェアを誇る。
印刷用インキの製造会社として創業し、その後エレクトロニクス事業に進出。現在は製薬も手掛ける。

## 沿革

### 太陽インキ製造
- 1953年9月 - 東京都港区芝浜松町において、太陽インキ製造株式会社設立
- 1982年3月 - 嵐山工場（現 嵐山事業所）を設置
- 1988年9月 - 韓国に合弁会社「韓国太陽インキ製造株式会社」（現：韓国タイヨウインキ株式会社）を設立
- 1990年
  - 9月 - 店頭登録銘柄として株式を公開
  - 12月 - アメリカ合衆国ネバダ州に販売子会社「TAIYO AMERICA, INC.」を設立
- 1992年3月 - 東京都練馬区羽沢に本社ビルを建設し、本社移転
- 1996年9月 - 台湾に現地生産子会社「台湾太陽油墨股份有限公司」を設立
- 1999年1月 - 販売子会社「TAIYO INK INTERNATIONAL（SINGAPORE） PTE LTD」、「TAIYO INK INTERNATIONAL（HK） LIMITED」を設立
- 2001年
  - 1月 - 東京証券取引所市場第一部に上場
  - 7月 - 技術サービス子会社「TAIYO INK（THAILAND） CO., LTD.」を設立
  - 12月 - 中国に現地生産子会社「太陽油墨（蘇州）有限公司」を設立
- 2010年
  - 9月 - 販売子会社「太陽油墨貿易（深圳）有限公司」を設立
  - 10月 - 会社分割を実施し、商号を「太陽ホールディングス株式会社」へ変更
- 2014年4月 - 本社敷地内に第二工場を竣工
- 2015年10月 - 北九州市黒崎に北九州事業所を竣工

### 太陽ホールディングス
- 2013年5月 - 台湾の事業会社「永勝泰科技股份有限公司」の株式を取得し、子会社化
- 2014年12月 - 太陽光発電事業子会社「太陽グリーンエナジー株式会社」を設立
- 2015年
  - 4月 - 太陽インキ製造株式会社の販売子会社として韓国に「太陽インキプロダクツ株式会社」を設立
  - 6月 - 国内の事業会社「中外化成株式会社」の株式を株式交換により取得し、子会社化
- 2017年7月 - 医薬品事業子会社「太陽ファルマ株式会社」を設立[2]。
- 2018年1月 - DIC株式会社と資本業務提携、同社の持分法適用会社になる[3]
- 2019年10月 - 第一三共プロファーマ株式会社の高槻工場を承継し、「太陽ファルマテック株式会社」を設立
- 2021年9月 - 子会社の「太陽ファルマテック株式会社」が紺綬褒章を受章
- 2025年6月 - 定時株主総会で、佐藤英志社長の取締役選任議案が否決。アクティビストのオアシス・マネジメントが佐藤社長の再任に反対していた。株主総会後に開かれた取締役会で、副社長の齋藤斉が社長に昇格[4]

## グループ会社

### 国内
- 太陽インキ製造株式会社
- 太陽ファインケミカル株式会社
- 太陽グリーンエナジー株式会社
- 太陽ファルマ株式会社
- 太陽ファルマテック株式会社
- 株式会社ファンリード
- 株式会社嵐山食堂

### 海外
- 台湾太陽油墨股份有限公司（台湾）
- 永勝泰科技股份有限公司（台湾）
- 韓国タイヨウインキ株式会社（韓国）
- 太陽インキプロダクツ株式会社（韓国）
- 太陽油墨（蘇州）有限公司（中国）
- 永勝泰油墨（深圳）有限公司（中国）
- 太陽油墨貿易（深圳）有限公司（中国）
- TAIYO AMERICA, INC.（アメリカ）
- TAIYO INK INTERNATIONAL（SINGAPORE） PTE LTD（シンガポール）
- TAIYO INK INTERNATIONAL（HK） LIMITED（香港）
- TAIYO INK（THAILAND） CO., LTD.（タイ）
- 太陽インキベトナム有限責任会社（ベトナム）

## 提供番組

### 現在
- 新しいカギ（フジテレビ、2022年4月9日 - 。それまでスポンサーであった日総工産から引き継いだ）
- ZIP!（日本テレビ、2022年4月5日 - 火曜7時台前半）
- 名探偵コナン（読売テレビ、2022年10月1日 - ）
- 日経スペシャル ガイアの夜明け（テレビ東京、2022年10月7日 - ）

### 過去
- 日5（毎日放送、2022年4月3日　- 9月18日）
- 日経スペシャル カンブリア宮殿（テレビ東京、2021年4月1日 - 2022年9月29日）